# Karl Friedrich Mohr

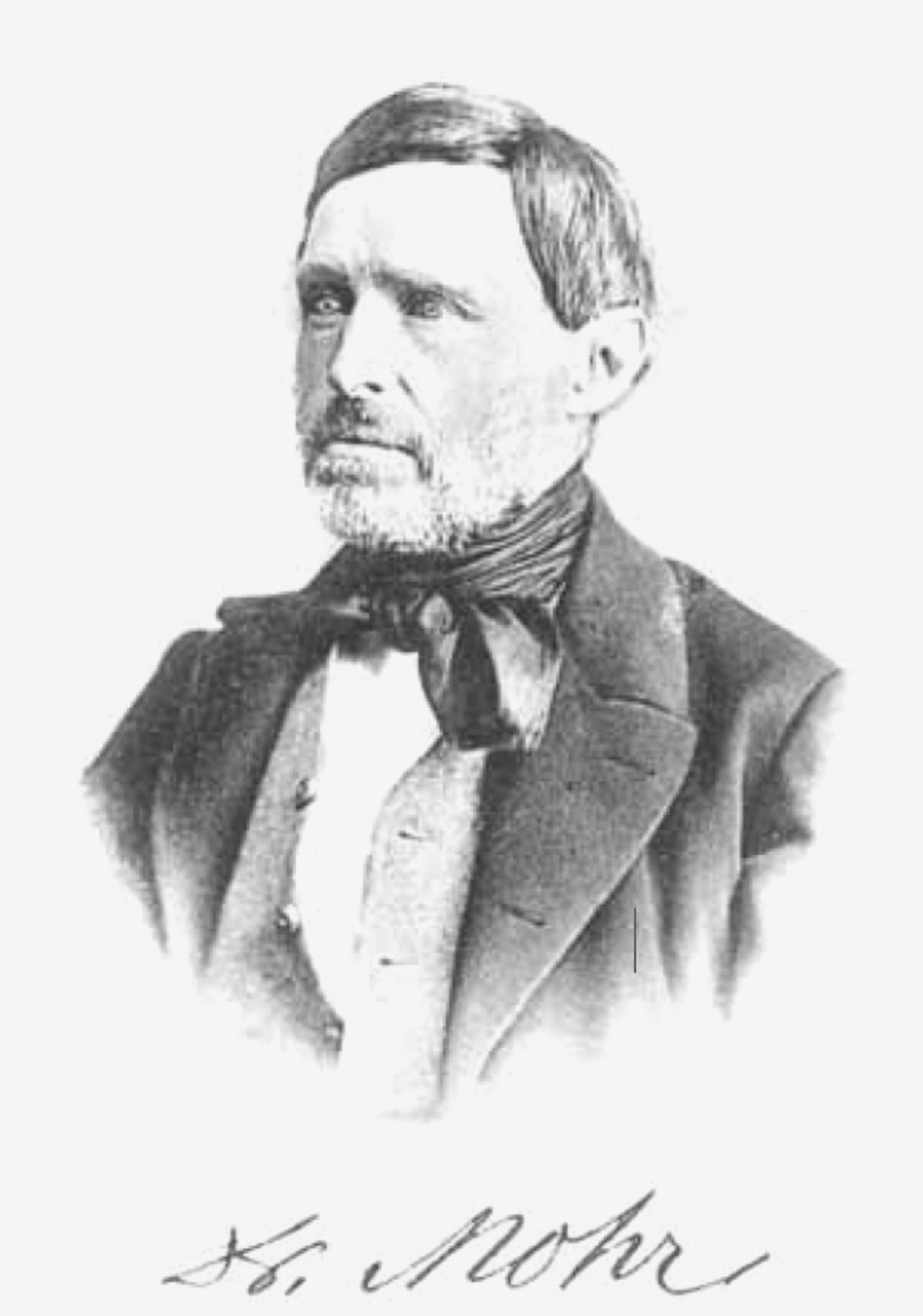
Karl Friedrich Mohr

Karl Friedrich Mohr (4 november 1806 - 28 september 1879) was een Duits chemicus. Hij is vooral bekend geworden vanwege zijn (in de geschiedenis vroege) standpunt ten aanzien van het behoud van energie. Ammoniumijzer(II)sulfaat, (NH4)2Fe(SO4)2.6H2O, is naar hem genoemd: Mohrs zout.

## Leven
Mohr was de zoon van een drogist/apotheker uit Koblenz. Hij had als kind een zwakke gezondheid. Het gevolg was dat hij een groot deel van zijn opvoeding en lessen thuis, en vooral in het laboratorium van zijn vader, gekregen heeft. Hier liggen waarschijnlijk de wortels van zijn vermogen analyseapparatuur en methoden te ontwikkelen. Op 21-jarige leeftijd ging hij scheikunde studeren bij Leopold Gmelin. Vijf jaar later, waarin hij in Heidelberg, Berlijn en Bonn studeerde en promoveerde, kwam hij in de zaak van zijn vader werken.
Toen zijn vader in 1840 overleed, nam Mohr de zaak van zijn vader over. In 1857 trok hij zich daaruit terug om zich aan de wetenschap te wijden. Wegens financiële problemen werd hij gedwongen op 57-jarige leeftijd als privédocent in Bonn te gaan werken. In 1867 werd hij, op directe voorspraak van de Duitse keizer, benoemd tot buitengewoon hoogleraar in de farmacie.

## Werk
Mohr was de bekendste wetenschappelijke apotheker van zijn tijd in Duitsland. Veel verbeteringen in het analytische proces staan op zijn naam. Zijn methode van volumetrische analyse heeft hij uiteen gezet in zijn Lehrbuch der chemisch-analytischen Titrir-methode (1855), (Leerboek van de analytisch chemische titratiemethode) dat door Liebig aanbevolen werd als hét standaardwerk. Het boek heeft vele herdrukken gezien. Zijn Geschichte der Erde, eine Geologic auf neuer Grundlage (1866), (Geschiedenis van de aarde, geologie vanuit een nieuw gezichtspunt) vormde op dat gebied lange tijd een van de basisboeken..
In een artikel uit 1837, Über die Natur der Wärme, was hij een van de eerste die een algemene formulering gaf van de wet van behoud van energie met:
"In de fysieke wereld is naast de 54 bekende chemische elementen slechts één factor aan het werk: "Kraft" (energie). Het verschijnt, afhankelijk van de omstandigheden, als beweging, chemische reactiviteit, cohesie, elektriciteit, licht en magnetisme, en vanuit elk van deze vormen kan het omgezet worden in een andere vorm.